# Schindlers Liste (Roman)
Schindlers Liste ist ein halbdokumentarischer Roman des australischen Schriftstellers Thomas Keneally von 1982. Basierend auf offiziellen Dokumenten, Briefen, Interviews und privaten Aufzeichnungen erzählt er die Geschichte des NSDAP-Mitglieds und Unternehmers Oskar Schindler, wie er während der NS-Herrschaft über 1000 polnische Juden vor deren Ermordung im Holocaust rettet.
Die englischsprachige Originalausgabe erschien 1982 im Commonwealth of Nations unter dem Titel Schindler’s Ark und in den Vereinigten Staaten unter dem Titel Schindler’s List. Letzterer wurde in späteren Ausgaben dann auch in den Commonwealth-Ländern verwendet.
Der Roman bildete die Grundlage für den Dokumentarfilm Schindler (1983) von Jon Blair und gemeinsam mit diesem die Grundlagen für den oscarprämierten Spielfilm Schindlers Liste (1993) von Steven Spielberg.

## Handlung

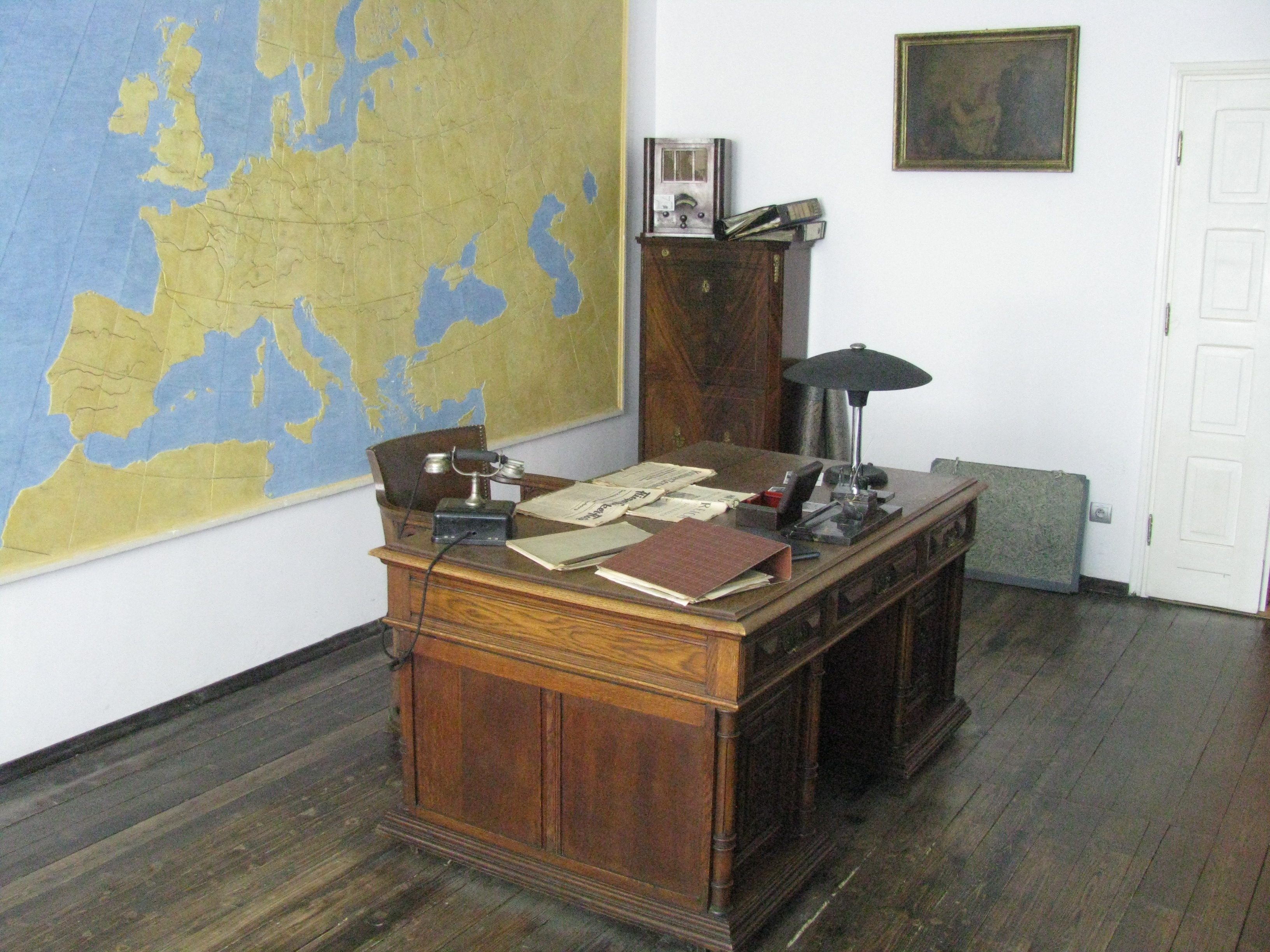
Schindlers Schreibtisch in seiner Fabrik

Der Roman handelt von Oskar Schindler, welcher 1939 in Krakau eine Fabrik übernimmt, in der etwa 150 Juden Arbeit finden. Er weiß um die schlimme Lage der Juden in den Arbeitslagern und versucht, so viele wie möglich in seine Fabrik zu holen. Da er gute Freunde bei den Nazis hat und Listen fälscht, um unausgebildete Juden als qualifizierte Arbeiter darzustellen, gelingt es ihm, viele Juden aus den Lagern in seine Fabrik zu holen, die stetig anwächst. Er schafft es auch in den folgenden Kriegsjahren, die jüdischen Arbeiter vor der Vernichtung im KZ Auschwitz zu bewahren. Er rettet so über 1000 Juden das Leben. Als der Krieg zu Ende ist, flieht das NSDAP-Mitglied nach Argentinien.

## Entstehung und Verfilmungsbemühungen
1980 traf der Schindlerjude Leopold Pfefferberg in Los Angeles, seinem Wohnort, zufällig auf den australischen Schriftsteller Thomas Keneally und überzeugte ihn, über Schindlers Geschichte einen Roman zu schreiben. Dieser erschien 1982; Keneally hatte dafür die Aussagen von mehr als 80 von ihm interviewten Schindlerjuden verarbeitet. Für die Veröffentlichung verpflichtete sich Keneally, zehn Prozent der Lizenzgebühren aus dem Buchverkauf an den bisherigen Rechteinhaber abzutreten, das Filmstudio Metro-Goldwyn-Mayer. Dieses besaß die Rechte, seit es in den 1960er Jahren versucht hatte, die Geschichte über Schindler zu verfilmen (→ Hauptartikel: Until The Last Hour).
Keneally ließ seinen Agenten Robert Raymond eine Vorabfassung des Buches mehreren Hollywood-Filmstudios anbieten, von denen mindestens fünf eine Verfilmung ablehnten, unter anderem, weil man das Buch eher für einen Fernseh-Mehrteiler für geeignet hielt. Später versuchten sich neben Keneally selbst mehrere Autoren darin, auf der Grundlage des Romans ein verfilmbares Drehbuch zu schaffen. Es gelang schließlich Steven Zaillian, dessen Drehbuch Steven Spielberg 1993 verfilmte.

## Auszeichnungen
1982 wurde Keneally für den Roman mit dem Booker Prize ausgezeichnet, 1983 mit dem Los Angeles Times Book Prize in der Kategorie Fiktion.

## Kritik
In der New York Times beurteilte Paul Zweig den Roman als „bemerkenswertes Buch, welches die Unmittelbarkeit und die beinahe unerträgliche Ausführlichkeit von eintausend Augenzeugen hat, die nichts vergessen.“
Im Nachrichtenmagazin Der Spiegel hieß es 1983 über das Buch, dass es von den guten Taten Oskar Schindlers „mit nicht nachlassender Spannung berichtet“.

## Verkaufszahlen
Bis vor dem Erscheinen von Spielbergs Verfilmung 1994 wurden von dem Buch in Deutschland nur etwa 5.000 Exemplare verkauft. Erst nach der Veröffentlichung des Films in Deutschland wurde das Buch dort erfolgreich und war in Bestsellerlisten platziert, im März und April 1994 wurden eine Million Exemplare der Taschenbuchausgabe (Goldmann Verlag) verkauft sowie 90.000 Stück von der Hardcover-Ausgabe (Bertelsmann Verlag).

## Ausgaben
Originalausgabe:
- Schindler’s Ark, Hodder & Stoughton, London und Sydney 1982, ISBN 0-340-27838-2

Deutsche Übersetzung von Günther Danehl:
- Schindlers Liste, C. Bertelsmann Verlag, München 1983, ISBN 978-3-570-00489-0